# Марк Доміцій Кальвін (претор)
Марк Доміцій Кальвін (*Marcus Domitius Calvinus, 121 до н. е. —80 до н. е.) — політичний та військовий діяч Римської республіки.

## Життєпис
Походив з роду Доміціїв. Був прихильником оптиматів. У громадянській війні Гая Марія та Луція Сулли підтримав останнього. У 81 році до н. е. обіймав посаду претора. У 80 році до н. е. як проконсул провінції Ближня Іспанія боровся з маріанцями. Тут зазнав поразки і загинув у битві на річці Ані з Гіртулеєм, квестором Серторія.

## Родина
- Гней Доміцій Кальвін, консул 53 року до н. е.